# Турбопауза

Строение атмосферы

Турбопа́уза (гомопауза) — переходный слой атмосферы Земли на высоте около 100 км, на границе мезосферы и термосферы. Слой ниже турбопаузы известен как гомосфера, там химический состав атмосферы остается неизменным и доминируют турбулентные перемешивания. Слой выше турбопаузы — гетеросфера, там преобладает молекулярная диффузия и химический состав атмосферы с высотой постепенно изменяется вследствие диссоциации молекул. Самые верхние слои атмосферы состоят преимущественно из водорода и гелия.